# Хансен, Кристиан Дитлев Амменторп
Кристиан Дитлев Амменторп Хансен (дат. Christian Ditlev Ammentorp Hansen; 25 февраля 1843, Крагсберг, Оденсе — 20 июня 1916, Копенгаген) — датский научный деятель, фармацевт, основатель компании Chr. Hansen.

## Биография
Родился 25 февраля 1843 года в Крагсберге, что в пригороде Оденсе, одного из крупнейших датских городов. Отца звали — Кристиан Хенрик Хансен (Christian Henrik Hansen; 1797—1868), мать — Берта Мария Амменторп (Bertha Marie Ammentorp; 1805—1848). Кристиан Хенрик Хансен, отец Кристиана Хансена, был известным датским фермером, пивоваром, позже и политическим деятелем. Мать была дочерью датского пастора.
В 1859 году Кристиан Хансен начал учиться при Фредерикс Хоспитал (Frederiks Hospitals) в Копенгагене. В 1862 году сдал экзамен и продолжил обучение в аптеке Højer. В 1865 году сдал итоговый экзамен, полгода проработал в Тистеде, а затем вернулся в Копенгаген.
В 1869 году опубликовывает свою книгу Pharmacopoea Danica, а также начинает выпускать журнал Ny farmaceutisk Tidende.
В 1871 году Кристиан Хансен был принят на работу в Копенгагенский университет в качестве ассистента профессора Юлиуса Томсена, известного датского исследователя, работавшего над получением пепсина из бычьих желудков.

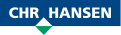
Логотип компании Chr. Hansen

Одно из важнейших открытий Кристиана Хансена связано с выделением фермента из желудка телёнка. В настоящее время фермент, выделенный Хансеном, известен как реннин или химозин. Одно из его тривиальных названий — сычужный фермент, всё дело в том, что Кристиан Хансен выделил путём экстракции из четвёртого отдела желудка телёнка, а этот отдел называется сычуг. Кроме того, реннин — это первый фермент, выделенный химически: Кристиан Хансен выделил его путём экстракции солевым раствором. В 1874 году за свои исследования удостоился золотой медали в области химии.
Кристиан Дитлев Амменторп Хансен также является основателем крупнейшей датской компании Chr. Hansen, специализирующейся на производстве продуктов питания, преимущественно молочных изделий, а также пробиотиков, ферментов, фитонутриентов. В организации в настоящее время работает 2410 сотрудников.

## Семья
Кристиан Хансен был дважды женат. Первую жену звали — Сэсилия Кобке (дат. Cæcilia Købke; 1846—1879). После смерти первой жены, спустя год женился на Агнесе Хедеманн (дат. Agnes Mathilde von Hedemann; 1858—1930).

### Дети от первого брака
1. Йоханнес Хансен (дат. Johannes Hansen) (1872—1960) — был управляющим директором лаборатории Chr. Hansen;
2. Герда Хансен (дат. Gerda Cæcilia Hansen) (1878-?).

### Дети от второго брака
1. Нэнси Далберг (Хансен) (1881—1949) жена художника-портретиста Эрика Далберга[англ.];
2. Вигго Хансен (дат. Viggo Christian Hansen) (1884—1963);
3. Эйнар Хансен (дат. Einar Hansen) (1886—1958);
4. Агнес Хансен (дат. Agnes Marie Mathilde Almira Hansen) (1888—1978).